# Paul Piron
Pour les articles homonymes, voir Piron.
Paul Piron, ou Paul-L. Piron, est un historien d'art belge, né en 1944.

## Biographie
Son Dictionnaire des artistes plasticiens de Belgique des XIXe et XXe siècles est un ouvrage de référence.

## Œuvres
- Belgian Artists' Signatures, Arts Antiques Auctions, 1991 (OCLC 123241348)
- (nl) De belgische beeldende kunstenaars uit de 19de en 20ste eeuw, Bruxelles : Éditions Art in Belgium, 1999  (ISBN 9076676011)
- Deux siècles de signatures d'artistes de Belgique, Ohain : Éditions Art in Belgium, 2002  (ISBN 2930338024)
- Dictionnaire des artistes plasticiens de Belgique des XIXe et XXe siècles, Ohain : Éditions Art in Belgium, 2003-2006  (ISBN 2930338113)